# ALSOK昇日セキュリティサービス
ALSOK昇日セキュリティサービス株式会社（アルソックしょうじつセキュリティサービス、英: ALSOK SHOJITSU SECURITY SERVICE CO., LTD.）は、東京都千代田区に本社を置くALSOKグループの警備会社。
2017年1月までは日立製作所の完全子会社「株式会社日立セキュリティサービス」であったが、同年2月1日付で日立製作所が株式の90%を綜合警備保障に譲渡し、商号変更した。

## 概要
- 事業内容 セキュリティシステムの構築・セキュリティコンサルテーション・各種警備サービス全般
- 取扱製品・サービス オンラインリアルタイムセキュリティ ・映像監視システム・機械警備システム・セルフセキュリティシステム・映像監視システム・常駐警備およびイベント警備・防災倉庫・入退室管理・指静脈入退管理システム・カード型入退室管理システム・安否確認システム・危険物探知システム・鍵管理システム・電磁波シールドソリューション・セキュリティコンサルティング